# 豹紋鮃
豹紋鲆（又稱豹鲆，俗名豹纹鲽、比目魚、扁魚），为輻鰭魚綱鰈形目鰈亞目鲆科鲆属的一種鱼类。

## 分布
分布于印度太平洋區的熱帶水域，西达南非、东非、巴基斯坦、南达昆士兰、萨摩亚、东达夏威夷、北达日本奄美大群岛以及海南岛西沙群岛及台湾澎湖等处等。该物种的模式产地在毛里求斯岛。

## 深度
水深0至30公尺。

## 特徵
本魚體極側扁，呈卵圓形；口小，雙眼位於左側，兩眼間距寬且眼前無棘。體色隨環境而改變，大致上呈棕褐色，側線中央具一深色大斑，尾鰭圓形，背鰭軟條84至97枚；臀鰭軟條61至73枚，體長可達39公分。

## 生態
本魚属于热带暖水性珊瑚礁区底层海鱼，棲息礁沙混合區，將魚體埋於沙中，活動力差，偶爾以波浪般的上下擺動來前進。仔稚魚期行浮游生活，身體左右對稱，隨成長而變態。肉食性，以底棲無脊椎動物為食。

## 經濟利用
可做為食用魚，適合油煎或油炸。